# Dale Godboldo
Dale Godboldo est un acteur et compositeur américain né le 5 juillet 1975 à Dallas, Texas (États-Unis).

## Filmographie

### comme acteur
- 1993 : Emerald Cove (série télévisée) : Bobby Johnson (1993-94)
- 1997 : Jenny ("Jenny") (série télévisée) : Cooper
- 1999 : Cold Hearts : Connor
- 1999 : Dirt Merchant (en) : Zeke the Geek
- 1999 : Shasta (série télévisée) : Randy
- 2000 : The Young Unknowns : Franklin
- 2001 : Piège de feu (Firetrap) : Vincent
- 2001 : Jenny (série télévisée) : Tyrique Kimbrough
- 2002 : La Somme de toutes les peurs (The Sum of All Fears) : Rudy
- 2002 : Random Shooting in L.A. : Todd
- 2002 : New Suit : Power Agent #1
- 2003 : Wanda at Large (série télévisée) : Keith Michael Townsend
- 2003 : Timecop 2 : La Décision de Berlin : Tech #1

### comme compositeur
- 1999 : Shasta (série télévisée)